# سقانفار پهناجی
سقانفار پهناجی مربوط به دوره قاجار است و در شهرستان سیمرغ، دهستان کیاکلا، روستای پهناجی واقع شده و این اثر در تاریخ ۲۶ اسفند ۱۳۸۶ با شمارهٔ ثبت ۲۱۹۸۶ به‌عنوان یکی از آثار ملی ایران به ثبت رسیده است.